# Baltazara Calderón
Josefa Baltazara Calderón Garaycoa (Cuenca, 6 de enero de 1806 - Guayaquil, 7 de junio de 1890), también conocida como Baltasara Calderón, o a veces reconocida por su nombre de casada Baltazara Calderón de Rocafuerte, fue una filántropa y benefactora cuencana, esposa del segundo presidente del Ecuador, Vicente Rocafuerte, y hermana de Abdón Calderón.

## Biografía
Fue hija de Francisco García Calderón y Díaz, y Manuela de Jesús Garaycoa y Llaguno, nació en Cuenca el 6 de enero de 1806. Quedó huérfana de padre a los seis años, debido a su muerte por fusilamiento por el comandante Juan Sámano el 3 de diciembre de 1812. Luego de la muerte de su padre, su familia se traslada a Guayaquil junto a ella, donde se instruye bajo la tutela de José Joaquín de Olmedo y Vicente Rocafuerte, de quienes aprende el idioma francés. 
A la edad de 36 años, Baltazara contrae nupcias con Vicente Rocafuerte, en la capilla del Palacio Episcopal de Guayaquil el 10 de febrero de 1842. Durante la presidencia de su esposo, se desató la epidemia de fiebre amarilla en el Ecuador, cayendo ella enferma, y pronto se recupera. Se moviliza con su esposo a Quito luego de que este dejara la gobernación, y luego parte junto a él a Lima en el exilio. Regresan ambos a Ecuador en noviembre de 1845, luego de la Revolución Marcista. Juntos salen nuevamente de Guayaquil en 1846, desembarcando en Callao en diciembre del mismo año, donde Rocafuerte enferma, y escribe su testamento, nombrándola heredera de todos sus bienes. Queda viuda la madrugada del 16 de mayo de 1847, y es desde Lima que comienza su obra benéfica. 
Envía desde Lima parte de la biblioteca dejada por Rocafuerte al colegio San Vicente del Guayas, hoy llamado colegio Vicente Rocafuerte. Regresó en 1857 a Guayaquil, y en esta ciudad se convierte en la protectora del Cuerpo de Bomberos de Guayaquil, construyendo un depósito para la bomba contra incendios contigua a su casa. En diciembre de 1873, entregó a través del Ministerio de Hacienda al Presidente de la República la cantidad de nueve mil pesos para el fomento de los caminos de las provincias del Azuay e Imbabura. 
En 1881, Baltazara Rocafuerte, junto a Teresa Jado, Dolores R. de Grimaldo, Adela S. de Vélez, Zoila Dolores Caamaño y Bolivia Villamil de Ycaza, fueron nombradas por la Municipalidad de Guayaquil para galardonar en méritos de filantropía a las señoras de la ciudad de Guayaquil que hubieren realizado obras en beneficio de los indigentes y más necesitados durante las festividades de la independencia en el mes de octubre. En el mismo año es madrina de honor del primer local de la Sociedad Filantrópica del Guayas, y de la inauguración del manicomio Vélez, regentado por la Junta de Beneficencia de Guayaquil. Se dedica a invertir su fortuna en instituciones de beneficencia, establecimientos educativos, juntas curadoras de escuelas de niños y niñas, hospitales, cuerpos contra incendios y demás.

## Fallecimiento
En febrero de 1890 enferma nuevamente, y desahuciada, dicta su testamento nombrando como albaceas a Pedro Carbo y Rafael Pólit Cevallos, y a su hermana Mercedes Calderón Garaycoa como albacea consultora. Los doctores Víctor Manuel Rendón y Alejo Lascano la atienden y diagnostican cáncer de mama. 

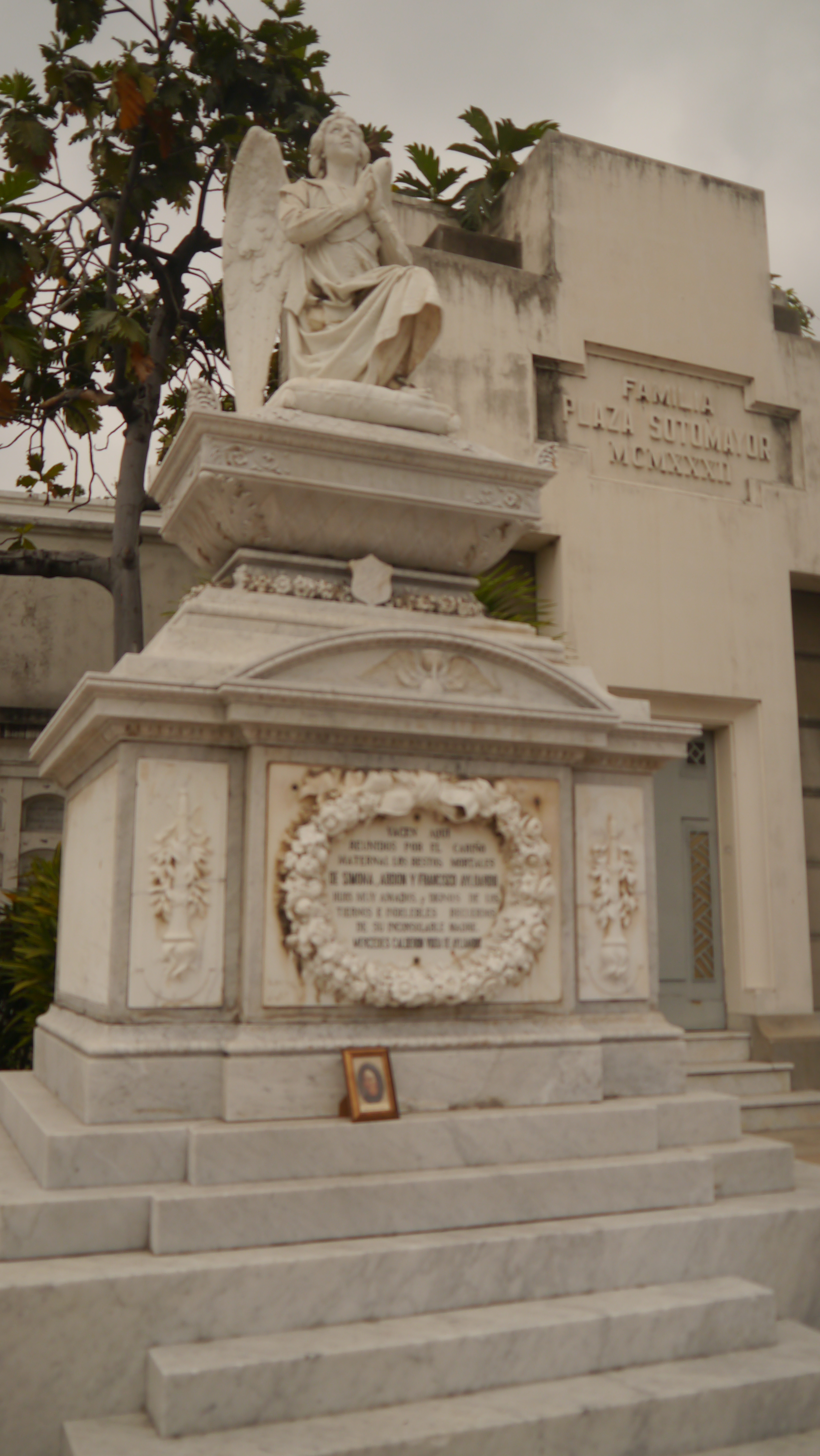
Mausoleo de la familia Ayluardo Calderón donde se encuentran los restos mortales de Baltazara Calderón de Rocafuerte, en el Cementerio General de la ciudad de Guayaquil.

Fallece abandonada de sus familiares debido a las creencias de la época de ser contagiosa la enfermedad, el 7 de junio de 1890. Fue sepultada en el mismo mausoleo que Mercedes Ayluardo construyó para sus hijos el 8 de junio de 1890. Su esposo a quién sobrevivió por 43 años, también descansa en dicho cementerio en un mausoleo dedicado a él.